# Ankirihitra
Ankirihitra est une commune urbaine malgache située dans la partie sud de la région de Boeny.